# Werner Nyman
Axel Werner Nyman, född den 28 april 1883 i Göteborg, död där den 20 april 1952, var en svensk militär. Han var bror till Harald Nyman.
Nyman avlade mogenhetsexamen i Göteborg 1902 och officersexamen 1904. Han blev underlöjtnant vid Bohusläns regemente 1905, löjtnant där 1910 och kapten 1919. Nyman tjänstgjorde vid Göta artilleriregemente 1905–1906, var repetitör vid Infanteriskjutskolan 1911, regementsadjutant 1911–1915, lärare vid kompanichefskurser för reservofficerare 1916–1917 och kompanichef 1918–1931. Han befordrades till major i armén 1932 och till överstelöjtnant i armén 1946. Nyman var chefsinstruktör vid Göteborgs landstormsförbund 1926–1934, befälhavare för Göteborgs norra rullföringsområde 1934–1941, biträdande mobiliseringsofficer vid Bohusläns regemente 1942 och expeditionsofficer vid Andra flygeskadern från 1943. Han blev riddare av Svärdsorden 1925. 
Werner Nyman vilar på Östra kyrkogården i Göteborg.